# گودی جمجمه‌ای پیشین
گودی جمجمه‌ای پیشین یا حفره مغزی قدامی (انگلیسی: Anterior cranial fossa) از بخش افقی استخوان پیشانی، صفحه سوراخ‌دار غربالی و بال کوچک پروانه تشکیل شده است و لوب پیشانی مغز در آن قرار دارد. زائده تاج‌خروسی (کریستا گالی) و سوراخ کور نیز در این حفره قرار دارند.
گودی جمجمه‌ای پیشین از جلو به عقب از صفحه‌های اوربیتال استخوان پیشانی، صفحه غربالی استخوان پرویزنی (اتموئید)، سطح فوقانی بال کوچک و بخش قدامی یا ثلث قدامی تنه پروانه‌ای (اسفنوئید)، در جلوی لبه قدامی ناودان چلیپایی (کیاسماتیک) تشکیل شده است. این گودی محل استقرار لوب پیشانی نیمکره‌های مغزی است. در قدامی‌ترین بخش حفره جمجه‌ای پیشین، قسمت ابتدایی ناودان سینوس ساجیتال فوقانی قرار دارد و بلافاصله در پائین آن ستیغ پیشانی دیده می‌شود که محل اتصال داس مغزی می‌باشد. بعد از آن زائده تاج‌خروسی وجود دارد که بین دو نیمکره مغزی واقع می‌شود و به آن داس مغزی متصل می‌گردد. میان زائده تاج‌خروسی و ستیغ پیشانی سوراخ کور قرار دارد.